# M1 (Noord-Ierland)
De M1 is een autosnelweg in Noord-Ierland. De weg loopt van Belfast via Lisburn, Lurgan, Craigavon, Portadown naar Dungannon. De M1 is 61 kilometer lang en is aangelegd tussen 1962 en 1968.
De route van Belfast naar Dublin volgt de M1 tussen Belfast en Sprucefield. Daarna wordt de weg vervolgd door de A1. Dit is tevens de route van de onaangegeven E1. De E18 loopt met de M1 mee tot aan Craigavon.
Groot-Brittannië:
M1 · M2 · M3 · M4 · M5 · M6 · M6 Toll · M8 · M9 · M10 · M11 · M18 · M20 · M23 · M25 · M26 · M27 · M32 · M40 · M42 · M45 · M48 · M49 · M50 · M53 · M54 · M55 · M56 · M57 · M58 · M60 · M61 · M62 · M65 · M66 · M67 · M69 · M73 · M74 · M77 · M80 · M90 · M180 · M181 · M271 · M275 · M602 · M606 · M621 · M876 · M898
A1(M) · A3(M) · A38(M) · A48(M) · A57(M) · A58(M) · A64(M) · A66(M) · A74(M) · A167(M) · A194(M) · A308(M) · A329(M) · A404(M) · A601(M) · A627(M) · A823(M)
Noord-Ierland:
M1 · M2 · M3 · M5 · M12 · M22 · A8(M)